# Tyler (Minnesota)
Tyler is een plaats (city) in de Amerikaanse staat Minnesota, en valt bestuurlijk gezien onder Lincoln County.

## Demografie
Bij de volkstelling in 2000 werd het aantal inwoners vastgesteld op 1218.
In 2006 is het aantal inwoners door het United States Census Bureau geschat op 1145, een daling van 73 (-6,0%).

## Geografie
Volgens het United States Census Bureau beslaat de plaats een oppervlakte van
5,0 km², geheel bestaande uit land. Tyler ligt op ongeveer 531 m boven zeeniveau.

## Plaatsen in de nabije omgeving
De onderstaande figuur toont nabijgelegen plaatsen in een straal van 16 km rond Tyler.